# Công ty Trách nhiệm hữu hạn Đại chúng RS
Công ty Trách nhiệm hữu hạn Đại chúng RS là một công ty giải trí của Thái Lan. Công ty này sở hữu một hãng đĩa thu âm, sản xuất các chương trình truyền hình, làm phim, phát hành các tạp chí và quảng bá các buổi hoà nhạc.

## Lịch sử
Mr. Kriengkai Chetchotisak Kriengkai Chetchotisak bắt đầu công việc kinh doanh của riêng mình trong lĩnh vực sản xuất máy hát tự động và ghi băng cassette, trước khi chính thức thành lập "Rose Sound Co., Ltd.", là cột mốc đầu tiên của "Tập đoàn RS", chỉ với số vốn 50.000 baht.
Năm 1982, R.S. Sound Co. Ltd. được thành lập, với Kriengkai quyết định nhắm mục tiêu vào nhân khẩu học thiếu niên. Ban nhạc đầu tiên ký hợp đồng với hãng thu âm còn non trẻ là Intanin, tiếp theo là Kiriboon, Fruity, Sixth Sense, Brandy và Rainbow.
Đến năm 1992, R.S. Promotion 1992 đã chuyển văn phòng từ một tòa nhà nhỏ trên đường Urupong. đến tòa nhà "Chetchotisak" trên Soi Ladprao 15 với số vốn 300 triệu Baht. Ngoài các album ghi âm, nó đã mở rộng sang các dòng giải trí khác: phim, chương trình radio, chương trình TV và phim truyền hình. Công ty đã thành lập R.S. Star Club, câu lạc bộ fan hâm mộ âm nhạc đầu tiên ở Thái Lan.
Năm 1997, R.S. Promotion 1992 mở rộng sang ngành công nghiệp TV bằng cách thành lập Shadow Entertainment Co., và Magic Advertainment Co., Ltd để sản xuất "Shock Game", nói về chương trình trò chơi thị trấn. Tiếp theo là các chương trình tạp kỹ, chương trình âm nhạc, video âm nhạc và phim truyền hình đã mang lại cho công ty cả hiệu suất tài chính và danh tiếng.
Năm 1999, R.S. Quảng cáo gia nhập ngành phát thanh bằng cách thành lập một công ty mới có tên "Sky-High Network Co., Ltd", điều hành 2 đài phát thanh, "98 Cool FM" và "88,5 Z Pop We Like".
Vào tháng 5 năm 2003, công ty đã được niêm yết trên Sở giao dịch chứng khoán Thái Lan với tên R.S. Công ty TNHH khuyến mãi.
Năm 2006, công ty đã đổi tên từ "R.S. Promotion Public Company Limited" thành "RS Public Company Limited" và thay đổi danh tính công ty để phù hợp với hình ảnh chung của tổ chức. Chiến dịch ăn mừng được thiết kế theo chủ đề chính là "một hành trình hạnh phúc". Công ty đã đầu tư 50% vào RS International Broadcasting and Sport Management Co., Ltd để mở rộng sang lĩnh vực kinh doanh thể thao. Công ty đã được cấp bản quyền truyền thông cho giải đấu World Cup vào năm 2010 và 2014.
Năm 2008, công ty đã đầu tư vào Yaak Co., Ltd để mở rộng sang lĩnh vực kinh doanh truyền thông, nhắm đến phân khúc thanh thiếu niên. Các chương trình truyền hình của Yaak tựa bao gồm Teen Plus Show, Kamikaze 'Club, 2 Nite Live và phim truyền hình tuổi teen, Daddy Duo. Công ty đã đầu tư khoảng 60 triệu vào một sân bóng đá bảy bên trong nhà có tên là "S-One", nằm trên đường Bangna-Trad Km.4. Sân bóng đá đóng vai trò là lĩnh vực cho thuê cũng như phương tiện truyền thông để tài trợ cho mục tiêu tiếp thị thể thao. Công ty đã được cấp bản quyền truyền thông cho các chương trình phát sóng trực tiếp của Giải bóng đá Euro 2008.
Năm 2009, Công ty bắt đầu kinh doanh truyền hình vệ tinh với 2 kênh; "Kênh YOU" và "Sabaidee TV", được phát sóng lần đầu tiên vào tháng 8 năm 2009 tới hơn 4,5 triệu hộ gia đình.
Năm 2011, công ty đã mở rộng kinh doanh truyền hình vệ tinh bằng cách quản lý 2 kênh; "Channel 8", truyền hình miễn phí 24 giờ và "Yaak TV", TV miễn phí không bị kiểm duyệt 24 giờ. Công ty đã được cấp bản quyền truyền thông cho các chương trình phát sóng trực tiếp của giải bóng đá 20121313 La Liga.
Vào năm 2012, công ty đã mở rộng truyền hình vệ tinh của mình, bằng cách ra mắt kênh mới "RS Sport La Liga" để hỗ trợ quyền phát sóng bóng đá La Liga của Tây Ban Nha trong ba mùa 2012. Công ty cũng đã sửa đổi "Yaak TV" bằng cách điều chỉnh nội dung và định dạng để bao gồm tất cả các nhóm mục tiêu và đổi tên thành "Star Max Channel" với khái niệm "giải trí đa dạng cho những người yêu thích ngôi sao". Trong ngành kinh doanh phát thanh, công ty đã phát sóng đài phát thanh quốc gia Thái Lan FM 88,5 MHZ "Sabaidee Radio" được xây dựng dựa trên thành công của Sabaidee TV và R-Siam.
Năm 2013, Công ty đã tham gia vào một sản phẩm giải trí đầy đủ tập trung vào kinh doanh truyền thông. Năm nay, công ty đã sửa đổi "RS Sport La Liga" thành một TV trả tiền "Sun Channel La Liga" bao gồm thể thao, giải trí tin tức và bóng đá La Liga của Tây Ban Nha. Trong ngành kinh doanh phát thanh, công ty đã đổi thương hiệu "Sky High" thành "COOLISM" và mở một kênh radio mới "COOL Celsius 91.5". Nhà ga cung cấp âm nhạc quốc tế, các chương trình đa dạng và nội dung từ nước ngoài.
Vào năm 2014, Công ty đã thắng cuộc đấu giá Truyền hình kỹ thuật số và phát Kênh 8 dưới dạng Truyền hình kỹ thuật số miễn phí với độ nét tiêu chuẩn. Công ty cũng đổi thương hiệu "Kênh Starmax" thành "Kênh 2", để xây dựng nó thành số 1 của truyền hình vệ tinh tại Thái Lan.

## Các bộ phận

### RS Âm nhạc
Có tám hãng đĩa thu âm dưới trướng RS Âm nhạc, trải khắp từ nhạc pop Thái Lan (string) và nhạc đồng quê Thái Lan (luk thung) cũng như nhạc rock, hip hop, rhythm and blues và nhạc dễ nghe. Các hãng đĩa đó là Aborigins, Melodiga, Genome Record, No mute, Big Blue Record, Kamikaze, R-siam và CHO.

#### Nghệ sĩ
- 3 plus one
- 3.2.1
- Alize'
- Anan Anwar
- Am Fine
- AB QUEEN
- Arisman Pongruangrong
- Bazoo
- Blackvanilla
- Boyscout
- b-mix
- Brothers
- C-Quint
- Chilli White Choc
- Dr. Fuu
- D2B
- Etc.
- Fact U
- Fame
- FFK
- Ford
- Four-Mod
- Gear Knight
- Girly Berry
- Gang4
- Giant
- Hi-Jack
- Hi-Rock
- Hyper
- I..nam
- Jack
- Jeff
- Jeasmine
- JNE
- Joni Anwar
- K-OTIC
- Karamail
- Kat-Pat
- Kiss Me Five
- Lao Loam
- Lift-Oil
- Neko Jump
- Nice 2 Meet U
- NINK-PINK
- P.O.I
- Parn
- Ponglang Sa-on
- Prik Thai
- Rainbow
- Raptor
- Rang Rockestra
- Film Rattapoom
- Rookie BB
- James Ruangsak
- Santi Duang-Sawang
- 7days (Project on Kamikaze with Faye, Jinny, Pim, Jam, Waii, Meen and Mila)
- Seven Days 2 (group)
- Sornram Teppitak
- Strikerz
- SMF
- SISKA
- SWEE:D
- Square Sircle
- Split
- SHUU
- Thanapol Intharit
- Thank You
- Touch Na Takuatung
- Two (Tor-Tong)
- Vamp
- V.R.P
- X-I-S
- Ja (Singer)
- Bitoey R-Siam
- Kratae R-Siam
- Jintara Poonlarp
- Ble Patumrach R-Siam
- Tanya R-Siam
- Suthirat Wongtewan
- Atittaya Bunyalieang
- Jeab Benjaporn
- Tanwa Rasitanoo
- Wilawan Nunpoom
- Nuy Suweena
- Bew Kanlayanee
- Wirada Wongtewan
- Man Maneewan
- Nuch Wilawan
- Rome R-Siam
- Ramida Prapasanobon
- Cholthicha Petchanasangkul
- Duangjan Suwannee
- Aof Dokfa
- Por Parichat
- Ying Thitikarn
- A Tatthakorn
- Karaked (Singer)
- Kat Rattikarn